# Paul Rickmers
Paul Henry Rickmer Rickmers (* 6. August 1873 in Bremerhaven; † 31. Oktober 1946 in Clarens) war ein deutscher Reeder und Werftbesitzer.

## Leben und Wirken
Paul Rickmers kam als Sohn des Reeders Peter Rickmers in Bremerhaven zur Welt und ging dort zur Schule. Danach absolvierte er eine Ausbildung bei der Segelschiffreederei Siedenburg, Wendt & Co. in Bremen, arbeitete im Familienunternehmen mit und ging für einige Jahre ins Ausland. Ab 1894 arbeitete er in der von seinem Großvater Rickmer Clasen Rickmers gegründeten  Rickmers Reismühlen Rhederei und Schiffbau AG, deren Geschäftsleitung er 1898 beitrat.
In den Jahren nach seinem Eintritt kam es zu einem langanhaltenden Konflikt der Eigentümer über die Strategie des Unternehmens: Während Paul Rickmers für den Ausbau des Schifffahrtsgeschäfts Richtung Ostasien eintrat, bevorzugte sein Onkel Andreas Rickmers den Reishandel. 1904 trat Paul Rickmers aus der Geschäftsführung aus und eröffnete ein Jahr später in Hamburg die Handelsfirma Rickmers & Co. Gemeinsam mit seinem Bruder Robert Rickmers bewegte er seinen Onkel 1910 zum Rückzug aus der Firma in Bremerhaven. Den neuen Schwerpunkt dieses Unternehmens legte er auf Überfahrten nach Ostasien und sekundär auf eine Werft in Geestemünde, die zumeist Schiffe für den Eigenbedarf produzierte. Den Reishandel stellte er ein, das Reedereigeschäft verlegte er nach 1910 nach Hamburg. Nachdem er sich mit seiner Strategie gegen seine Geschwister durchgesetzt hatte, leitete Paul Rickmers die Geschäfte ab 1917 als alleiniger Inhaber.
Rickmers modernisierte die Schiffsflotte und investierte in die Werft, verlor die Schiffe jedoch während des Ersten Weltkriegs. Nach Kriegsende nahm die Reederei einen eigenständigen Linienbetrieb nach Fernost auf. Dabei profitierte das Unternehmen von Rüstungsexporten in die Republik China, in der seit 1919 Bürgerkriege herrschten. Da sich Rickmers auf die Geschäfte der Reederei konzentrierte und die Konjunktur im Schiffbau schlecht war, ließ er den Werftbetrieb von 1924 bis 1937 ruhen, profitierte nach Wiederaufnahme des Betriebs auch von der Wiederaufrüstung des Deutschen Reiches.
Während der Zeit des Nationalsozialismus trat Paul Rickmers nicht in die NSDAP ein, bekannte sich aber offen zum Antisemitismus und galt als euphorischer Anhänger des Regimes. Während des Zweiten Weltkriegs wurden die Firmengebäude zerstört. Paul Rickmers leitete den Wiederaufbau der Werft ein, starb jedoch wenig später in der Schweiz. Seine Söhne Peter (1914–1974), Bertram (1917–1971) und Claus (1920–1991) führten die Geschäfte fort. Den Werftbetrieb mussten sie 1986 einstellen, die Reederei wurde 1988 von Hapag-Lloyd erworben. Der Enkel Erck Rickmers war später Mitglied der Hamburgischen Bürgerschaft.